# 12059 ду Шателе
12059 ду Шателе (12059 du Châtelet) — астероїд головного поясу, відкритий 1 березня 1998 року.
Тіссеранів параметр щодо Юпітера — 3,420.